# مخددات
المخددات (الاسم العلمي: Loukozoa) هي شعبة من حقيقيات النوى تتبع اللجفاوات. في الأصل، شملت المخددات المونيات اللاهوائية وأشباهها Anaeromonadea والجاكوبانية. في عام 2013 ، كانت المخددات تتألف من ثلاثة شعيبات: المخددات القديمة (الاسم العلمي:Eolouka) (السوكوبيات والجاكوبانية) والفوق مونيات والمخددات الحديثة (مونة المالاوي). قام توماس كافلييه سميث مؤخراً بإزالة المخددات القديمة من المخددات.

## التصنيف
- المخددات الحديثة
  - طائفة مونيات المالاوي وأشباهها
    - رتبة مونيات المالاوي
      - فصيلة مونات المالاوي
        - جنس مونة المالاوي